# Park Ridge (New Jersey)
Park Ridge – miasto w Stanach Zjednoczonych, w stanie New Jersey, w hrabstwie Bergen. W 2010 roku liczyło 8645 mieszkańców.